# کاماکورا، کاناگاوا
کاماکورا در استان کاناگاوا در کشور ژاپن  واقع شده‌است  که دارای جمعیت ۱۷۳٬۵۸۸ نفر و مساحت ۳۹٫۶۰ کیلومتر مربع با تراکم جمعیت ۴٬۳۸۴  نفر در کیلومترمربع است و در تاریخ ۳ نوامبر ۱۹۳۹ به عنوان شهر شناخته شد.